# Kardinál-protokněz
Nezaměňovat s výrazem Protojerej.
Kardinál protokněz (protopresbyter) kardinálského kolegia (it. protopresbitero, vzácněji protoprete) v kardinálském kolegiu je prvním kardinálem-knězem v pořadí, tedy hned po kardinálech-biskupech. Jedná se o protokolární funkci v kardinálském kolegiu, kterou zastává nejdéle sloužící kardinál-kněz.

## Popis funkce
Kardinál protokněz je primus inter pares své kardinálské třídy a nejvýše postaveným kardinálem po kardinálech biskupech. Podle bodu 74 apoštolské exhortace Universi Dominici gregis má při konkláve, pokud trvá déle, pronést slova napomenutí.
Od 17. století až do konce 19. století byl protokněz obvykle přiřazován k titulárnímu kostelu San Lorenzo in Lucina. Posledním protoknězem, který se rozhodl pro tento titul, byl Mieczysław Halka-Ledóchowski v roce 1896.
Kardinál-protokněz má tu čest pronést slavnostní modlitbu za nového papeže při papežské inauguraci poté, co kardinál-protojáhen (služebně nejstarší kardinál-jáhen) udělí pallium, a předtím, než děkan kardinálského kolegia předá rybářský prsten. Naposledy se tak stalo při inauguraci papeže Benedikta XVI. V roce 2005, ale při inauguraci papeže Františka v roce 2013 se tak nestalo, protože kardinál-protojáhen, tehdy 91letý kardinál Paulo Evaristo Arns, zůstal v brazilském São Paulu a nezúčastnil se.
Od 14. prosince 2016 je protoknězem kardinál Michael Michai Kitbunchu z Bangkoku.

## Posloupnost kardinálů protokněží
- Petr (? – před rokem 993 zemřel)[7][8]
- Theofylakt (před rokem 993 – před rokem 1026 zemřel)[7][8]
- Lev (před rokem 1026 – před rokem 1037 zemřel)[p 2]
- Giovanni de' Graziani (před rokem 1037 – 1. května 1045 zvolen papežem se jménem Řehoř VI.)
- Jan II (1. května 1045 – před rokem 1049 zemřel)[p 3]
- Jan III (před rokem 1049 – před rokem 1088 zemřel)[p 4]
- Peter Alberini, O.S.B.Cas. (před 1088 – zemřel 1100)[p 5]
- Albert, O.S.B. (1100 – říjen 1100 jmenován arcibiskupem metropolitou v Sipontu)
- Benedikt (říjen 1100 – po 5. květnu 1125 zemřel)[p 6]
- Gianroberto Capizucchi (po 5. květnu 1125 – zemřel 1128)
- Geoffroi de Vendôme (1128 – 26. března 1132 zemřel)
- Pandolfo, O.S.B.Cas. (26. března 1132 – 1134 zemřel)
- Antonín (1134 – 1135 zemřel)
- Desiderius (1135 – po 21. červnu 1138 zemřel)
- Pietro Gherardeschi (po 21. červnu 1138 – březen 1144 zemřel)[p 7]
- Kosma (březen 1144 – před 1158 zemřel)
- Guido Bellagi (před rokem 1158 – zemřel 14. března 1158)
- Ottaviano de' Monticelli (14. března 1158 – 7. září 1159 zvolen vzdoropapežem se jménem Viktor IV.)
- Rainaldo di Collemezzo, O.S.B.Cas. (7. září 1159 – 28. října 1166 zemřel)
- Ubaldo Caccianemici, C.R.R. (28. října 1166 – 1171 zemřel)
- Giovanni Conti (1171 – 1182 zemřel)[p 8]
- Albert z Morry, O.Praem. (1182 – 21. října 1187 zvolen papežem pod jménem Řehoř VIII.)
- Giovanni dei Conti di Anagni (21. října 1187 – před 18. zářím 1190 jmenován kardinálem biskupem v Palestrině)[p 9]
- Guillaume de Champagne (před 18. zářím 1190 – 7. září 1202 zemřel)
- Pietro Diana (7. září 1202 – 1208 zemřel)
- Cencio nebo Cenzio (1208 – březen 1217 jmenován kardinálem biskupem v Portu a Santa Rufina)
- Leone Brancaleone, Can. Reg. ze San Frediano di Lucca (březen 1217 – 25. srpna 1230 zemřel)
- Giovanni Colonna (25. srpna 1230 – 28. ledna 1245 zemřel)
- Stefano de Normandis dei Conti (28. ledna 1245 – 8. prosince 1254 zemřel)[p 10]
- John de Tollet, O.Cist. (8. prosince 1254 – 24. prosince 1261 jmenován kardinálem biskupem v Portu a Santa Rufina)
- Richard z Montecassina, O.S.B.Cas. (24. prosince 1261 – 1. března 1262 zemřel)[p 11]
- Simon Paltanieri (1. března 1262 – před 12. únorem 1277 zemřel)
- Simon de Brion (před 12. únorem 1277 – 22. února 1281 zvolen papežem se jménem Martin IV.)
- Anchero Pantaleone (22. února 1281 – zemřel 1. listopadu 1286)
- Hugh z Eveshamu (1. listopadu 1286 – 27. července 1287 zemřel)
- Jean Cholet (27. července 1287 – 2. srpna 1293 zemřel)
- Benedetto Caetani (2. srpna 1293 – 24. prosince 1294 zvolen papežem se jménem Bonifác VIII.)[p 12]
- Pietro Peregrossi (24. prosince 1294 – 1. srpna 1295 zemřel)
- Tomáš z Ocre, O.S.B.Coel. (1. srpna 1295 – 29. května 1300 zemřel)
- Jean Le Moine (29. května 1300 – 22. srpna 1313 zemřel)
- Arnaud de Canteloup (22. srpna – 14. prosince 1313 zemřel)
- Nicolas Caignet de Fréauville, O.P. (14. prosince 1313 – 15. ledna 1323 zemřel)
- Guillaume Teste (15. ledna 1323 – před 25. zářím 1326 zemřel)
- Gauscelin de Jean (před 25. zářím 1326 – 18. prosince 1327 jmenován kardinálem biskupem v Albanu)
- Pierre d'Arrabloy (18. prosince 1327 – jmenován kardinálem biskupem v Portu a Santa Rufina v prosinci 1328)
- Pilfort de Rabastens (prosinec 1328 – zemřel 1331)
- Annibaldo Caetani (1331 – 1333 jmenován kardinálem biskupem ve Frascati)
- Jacques Fornièr, O.Cist. (1333 – 20. prosince 1334 zvolen papežem pod jménem Benedikt XII.)
- Raymond de Mostuéjouls, O.S.B. (20. prosince 1334 – 12. listopadu 1335 zemřel)
- Pierre des Chappes (12. listopadu 1335 – 24. března 1336 zemřel)
- Matteo Orsini, O.P. (24. března 1336 – 18. prosince 1338 jmenován kardinálem biskupem v Sabině)
- Pedro Gómez Barroso starší (18. prosince 1338 – po 18. srpnu 1341 jmenován kardinálem biskupem v Sabině)
- Imbert Dupuis (po 18. srpnu 1341 – zemřel 26. května 1348)
- Hélie de Talleyrand-Périgord (26. května – 4. listopadu 1348 jmenován kardinálem biskupem v Albanu)[p 13]
- Pierre Bertrand starší (4. listopadu 1348 – 23. června 1349 zemřel)
- Guillaume Court, O.Cist. (23. června 1349 – 18. prosince 1350 jmenován kardinálem biskupem ve Frascati)[p 14]
- Guillaume d'Aure, O.S.B. (18. prosince 1350 – 3. prosince 1353 zemřel)
- Hugues Roger, O.S.B. (3. prosince 1353 – 21. října 1363 zemřel)
- Guillaume d'Aigrefeuille starší, O.S.B. (21. října 1363 – 17. září 1367 jmenován kardinálem biskupem v Sabině)
- Pierre de Monteruc (17. září 1367 – 22. dubna 1368 přerušeno)
- Guillaume de la Jugée (22. dubna 1368 – 28. dubna 1374 zemřel)
- Pierre de Monteruc (28. dubna 1374 – 20. září 1378 sesazen papežem Urbanem VI. za to, že se přidal k Avignonské poslušnosti) (podruhé)

### Západní schizma
Poslušnost Římu (1378–1415):
- Tommaso da Frignano, O.F.M. (20. září 1378 – 30. května 1380 jmenován kardinálem biskupem ve Frascati)
- Pietro Pileo da Prata (30. května 1380 – před 10. listopadem 1385 jmenován kardinálem biskupem ve Frascati)
- Luca Ridolfucci Gentili (před 10. listopadem 1385 – zemřel 18. ledna 1389)
- Andrea Bontempi (18. ledna 1389 – 16. července 1390 zemřel)
- Poncello Orsini (16. července 1390 – 2. února 1395 zemřel)
- Bartolomeo Mezzavacca (2. února 1395 – 29. července 1396 zemřel)
- Adam Easton, O.S.B. (29. července 1395 – 15. srpna 1398 zemřel)
- Bálint Alsáni (15. srpna 1398 – 19. listopadu 1408 zemřel)
- Antonio Correr, C.R.S.G.A. (19. listopadu 1408 – 9. května 1409 jmenován kardinálem biskupem v Portu a Santa Rufina)
- Gabriele Condulmer (9. května 1409 – 4. července 1415 konec římské poslušnosti)

Poslušnost Avignonu (1378–1429):
- Pierre de Monteruc (20. září 1378 – 20. května 1385 zemřel)
- Guillaume d'Aigrefeuille mladší (20. května 1385 – 13. ledna 1401 zemřel)
- Leonardo Rossi, O.F.M. (13. ledna 1401 – 17. března 1407 zemřel)
- Pierre de Thury (17. března 1407 – 21. října 1408 sesazen papežem Benediktem XIII. za dodržování Pisánské poslušnosti)
- Pierre Ravat (21. října 1408 – 5. června 1417 zemřel)
- Volné (1417 – 1423)
- Ximeno Dahe (22. května 1423 – 23. srpna 1429 odstoupil)

Poslušnost Pise (1409–1415):
- Angelo d'Anna de Sommariva, O.S.B.Cam. (21. října 1408 – 23. září 1412 jmenován kardinálem biskupem v Palestrině)[p 15]
- Antoine de Challant (23. září 1412 – 4. července 1415 konec pisánské poslušnosti)

### PoKostnickém koncilu
- Antoine de Challant (4. července 1415 – 4. září 1418 zemřel)
- Gabriel Condulmer (4. září 1418 – 3. března 1431 zvolen papežem pod jménem Evžen IV.)
- Alfonso Carrillo de Albornoz (3. března 1431 – 14. března 1434 zemřel)
- Domingo Ram y Lanaja, C.R.S.A. (14. března 1434 – 7. března 1444 jmenován kardinálem biskupem v Portu a Santa Rufina)
- Domenico Capranica (7. března 1444 – 14. srpna 1458 zemřel)
- Peter von Schaumberg (14. srpna 1458 – 12. dubna 1469 zemřel)
- Jean Rolin (12. dubna 1472 – 22. června 1483 zemřel)[p 16]
- Luis Juan de Milá (22. června 1483 – 9. prosince 1510 zemřel)[p 17]
- Pedro Luis de Borja Llançol de Romaní (9. prosince 510 – 4. října 1511 zemřel)
- Francesco Borgia (4. října – 4. listopadu 1511 zemřel)
- Tamás Bakócz (4. listopadu 1511 – 11. června 1521 zemřel)
- François Guillaume de Castelnau-Clermont-Ludève (11. června 1521 – 18. prosince 1523 jmenován kardinálem biskupem ve Frascati)[p 18]
- Marco Corner (18. prosince 1523 – 20. května 1524 jmenován kardinálem biskupem v Albanu)
- Matthäus Lang von Wellenburg (20. května 1524 – 26. února 1535 jmenován kardinálem biskupem v Albanu)
- Ludvík Bourbonsko-Vendomský (26. února 1535 – 24. února 1550 jmenován kardinálem biskupem v Palestrině)
- Francesco Pisani (24. února 1550 – 29. května 1555 jmenován kardinálem biskupem v Albanu)[p 19]
- Claude de Longwy de Givry (29. května 1555 – 6. července 1556 ukončen)
- Ercole Gonzaga (6. července 1556 – 2. března 1563 zemřel)
- Niccolò Caetani di Sermoneta (2. března 1563 – 14. dubna 1564 přerušeno)
- Alessandro Farnese mladší (14. dubna – 12. května 1564 jmenován kardinálem biskupem v Sabině)
- Niccolò Caetani ze Sermonety (12. května 1564 – 1. května 1585 zemřel) (podruhé)
- Georges d'Armagnac (1. května – 10. července 1585 zemřel)
- Girolamo Simoncelli (10. července 1585 – 21. února 1600 jmenován kardinálem biskupem v Albanu)[p 20]
- Pedro de Deza Manuel (21. února – 23. dubna 1600 jmenován kardinálem biskupem v Albanu)
- Alessandro di Ottaviano de' Medici (23. dubna – 30. srpna 1600 jmenován kardinálem biskupem v Albanu)
- Rodrigo de Castro Osorio (30. srpna – 20. září 1600 zemřel)
- Anton Maria Salviati (20. září 1600 – 16. dubna 1602 zemřel)
- Agostino Valier (16. dubna 1602 – 1. června 1605 jmenován kardinálem biskupem v Palestrině)
- Benedetto Giustiniani (1. června 1605 – 4. června 1612 jmenován kardinálem biskupem v Palestrině)
- Federico Borromeo (4. června 1612 – 13. listopadu 1617 ukončen)
- Francesco Sforza (13. listopadu 1617 – 5. března 1618 jmenován kardinálem biskupem v Albanu)
- Federico Borromeo (5. března 1618 – 30. března 1620 přerušeno) (podruhé)
- Alessandro Damasceni Peretti (30. března – 6. dubna 1620 jmenován kardinálem biskupem v Albanu)
- Federico Borromeo (6. dubna 1620 – 21. září 1631 zemřel) (potřetí)[p 21]
- František z Ditrichštejna (21. září 1631 – 23. listopadu 1636 zemřel)
- Giovanni Doria (23. listopadu 1636 – 19. listopadu 1642 zemřel)[p 22]
- François de La Rochefoucauld (19. listopadu 1642 – 14. února 1645 zemřel)
- Luigi Capponi (14. února 1645 – 7. dubna 1659 zemřel)
- Baltasar Moscoso y Sandoval (7. dubna 1659 – 17. září 1665 zemřel)
- Arnošt Vojtěch z Harrachu (17. září 1665 – 25. října 1667 zemřel)
- Giulio Gabrielli starší (25. října 1667 – 30. ledna 1668 jmenován kardinálem biskupem v Sabině)
- Virginio Orsini (30. ledna 1668 – 18. března 1671 jmenován kardinálem biskupem v Albanu)
- Rinaldo d'Este (18. března – 24. srpna 1671 jmenován kardinálem biskupem v Palestrině)
- Cesare Facchinetti (24. srpna 1671 – 14. listopadu 1672 jmenován kardinálem biskupem v Palestrině)
- Girolamo Grimaldi-Cavalleroni (14. listopadu 1672 – 28. ledna 1675 jmenován kardinálem biskupem v Albanu)[p 23]
- Carlo Rossetti (28. ledna 1675 – 19. října 1676 jmenován kardinálem biskupem ve Frascati)
- Niccolò Albergati-Ludovisi (19. října 1676 – 13. září 1677 jmenován kardinálem biskupem v Sabině)
- Alderano Cybo-Malaspina (13. září 1677 – 6. února 1679 jmenován kardinálem biskupem v Palestrině)
- Lorenzo Raggi (6. února 1679 – 8. ledna 1680 jmenován kardinálem biskupem v Palestrině)
- Luigi Alessandro Omodei (8. ledna 1680 – 26. dubna 1685 zemřel)
- Carlo Barberini (26. dubna 1685 – 19. října 1689 zemřel)
- Francesco Maidalchini (19. října 1689 – 13. června 1700 zemřel)
- Carlo Barberini (13. června 1700 – 2. října 1704 zemřel) (podruhé)[p 24]
- Francesco Nerli il Giovane (2. října 1704 – 8. dubna 1708 zemřel)
- Galeazzo Marescotti (8. dubna 1708 – 3. července 1726 zemřel)[p 25]
- Giuseppe Sacripante (3. července – 9. prosince 1726 zemřel)
- Giuseppe Renato Imperiali (4. ledna 1727 – 15. ledna 1737 zemřel)
- Gianantonio Davia (15. ledna 1737 – 11. ledna 1740 zemřel)
- Giulio Alberoni (11. ledna 1740 – 26. června 1752 zemřel)
- Thomas Philip Wallrad d'Alsace-Boussut de Chimay (26. června 1752 – 5. ledna 1759 zemřel)[p 26]
- Domenico Silvio Passionei (5. ledna 1759 – 5. července 1761 zemřel)
- Johann Theodor von Bayern (5. července 1761 – 27. ledna 1763 zemřel)
- Giacomo Oddi (27. ledna 1763 – 2. května 1770 zemřel)
- Giuseppe Pozzobonelli (2. května 1770 – 27. dubna 1783 zemřel)
- Carlo Vittorio Amedeo Ignazio delle Lanze (27. dubna 1783 – 23. ledna 1784 zemřel)
- Paul d'Albert de Luynes (23. ledna 1784 – 21. ledna 1788 zemřel)
- Cristoforo Antonio Migazzi (21. ledna 1788 – 14. dubna 1803 zemřel)[p 27]
- Francesco Carafa della Spina di Traetto (14. dubna 1803 – 20. září 1818 zemřel)[p 28]
- Luis María de Borbón y Vallabriga (20. září 1818 – 19. března 1823 zemřel)
- Giuseppe Firrao mladší (19. března 1823 – 24. ledna 1830 zemřel)
- Luigi Ruffo Scilla (24. ledna 1830 – 17. listopadu 1832 zemřel)
- Cesare Brancadoro (17. listopadu 1832 – 12. září 1837 zemřel)
- Joseph Fesch (12. září 1837 – 13. května 1839 zemřel)
- Carlo Oppizzoni (13. května 1839 – 13. dubna 1855 zemřel)
- Giacomo Filippo Fransoni (13. dubna 1855 – 20. dubna 1856 zemřel)
- Benedetto Colonna Barberini di Sciarra (20. dubna 1856 – 10. dubna 1863 zemřel)[p 29]
- Antonio Tosti (10. dubna 1863 – 20. března 1866 zemřel)
- Engelbert Sterckx (20. března 1866 – 4. prosince 1867 zemřel)
- Filippo de Angelis (4. prosince 1867 – 8. července 1877 zemřel)
- Friedrich Johann Joseph Cölestin von Schwarzenberg (8. července 1877 – 27. března 1885 zemřel)[p 30]
- Teodolfo Mertel (27. března 1885 – 11. července 1899 zemřel)
- Mieczysław Halka-Ledóchowski (11. července 1899 – 22. července 1902 zemřel)
- José Sebastião d'Almeida Neto, O.F.M. Disk. (22. července 1902 – 7. prosince 1920 zemřel)
- James Gibbons (7. prosince 1920 – 24. března 1921 zemřel)
- Michael Logue (24. března 1921 – 19. listopadu 1924 zemřel)
- Joseph Francica-Nava de Bondifé (19. listopadu 1924 – 7. prosince 1928 zemřel)
- Lev Skrbenský z Hříště (7. prosince 1928 – 24. prosince 1938 zemřel)[p 31]
- William Henry O'Connell (24. prosince 1938 – 22. dubna 1944 zemřel)
- Alessio Ascalesi, C.PP.S. (22. dubna 1944 – 11. května 1952 zemřel)
- Michael von Faulhaber (11. května – 6. června 1952 zemřel)[p 32]
- Alexander Green (6. června 1952 – 29. března 1958 zemřel)
- Jozef-Ernest Van Roey (29. března 1958 – 6. srpna 1961 zemřel)
- Manuel Gonçalves Cerejeira (6. srpna 1961 – 2. srpna 1977 zemřel)[p 33]
- Carlos Carmelo de Vasconcelos Motta (2. srpna 1977 – 18. září 1982 zemřel)
- Giuseppe Siri (18. září 1982 – 2. května 1989 zemřel)
- Paul-Émile Léger, P.S.S. (2. května 1989 – 13. listopadu 1991 zemřel)[p 34]
- Franz König (13. listopadu 1991 – 13. března 2004 zemřel)[p 35]
- Stephen Kim Sou-hwan (13. března 2004 – 16. února 2009 zemřel)
- Eugênio de Araújo Sales (16. února 2009 – 9. července 2012 zemřel)
- Paulo Evaristo Arns, O.F.M. (9. července 2012 – 14. prosince 2016 zemřel)[p 36]
- Michael Michai Kitbunchu, od 14. prosince 2016